# Cecilia Krieger
Cypra Cecilia Krieger-Dunaij (Jasło, Galícia, na época Áustria-Hungria, atualmente Polônia, 9 de abril de 1894 – Ontário, 17 de agosto de 1974) foi uma matemática canadense.
Krieger começou a estudar matemática e física em 1919 na Universidade de Viena, imigrando em 1920 com sua família para Toronto. Na Universidade de Toronto obteve em 1925 um mestrado em matemática, onde obteve em 1930 um doutorado, orientada por William J. Webber, com a tese On the summability of trigonometric series with localized parameters. Foi assim a primeira mulher a obter um doutorado em matemática no Canadá (e a terceira mulher a obter um doutorado no Canadá). Foi lecturer na Universidade de Toronto e a partir de 1942 professora assistente. Aposentou-se em 1962, mas continuou a lecionar até 1968.
Traduziu um livro-texto de topologia de Wacław Sierpiński em inglês.
O Prêmio Krieger–Nelson de matemática para mulheres no Canadá é denominado em sua memória e de Evelyn Nelson.
Em 1953 casou com Zygmund Dunaij.